# Червяков, Сергей Михайлович
Сергей Михайлович Червяков (род. 17 сентября 1989 года, Ленинград) — российский волейболист, центральный блокирующий клуба «Белогорье».

## Карьера
Воспитанник петербургского волейбола. С 2008 года играет в Суперлиге. С 2016 по 2017 год выступал за новосибирский «Локомотив».